# リセウ駅
リセウ駅（カタルーニャ語：Estació de Liceu、スペイン語：Estación de Liceu）はスペインのカタルーニャ州バルセロナ県バルセロナシウタ・ベリャにある、バルセロナ地下鉄3号線の地下鉄駅。

## 歴史
1925年7月15日にリセウ-レセップス間開通とともに開業。当初は駅のリセウ劇場側に出入口があるのみであったが、1960年代に駅の反対側に新しい出入口が設けられた。2007年から2008年にかけてフルリニューアル工事が施された。

## 駅構造

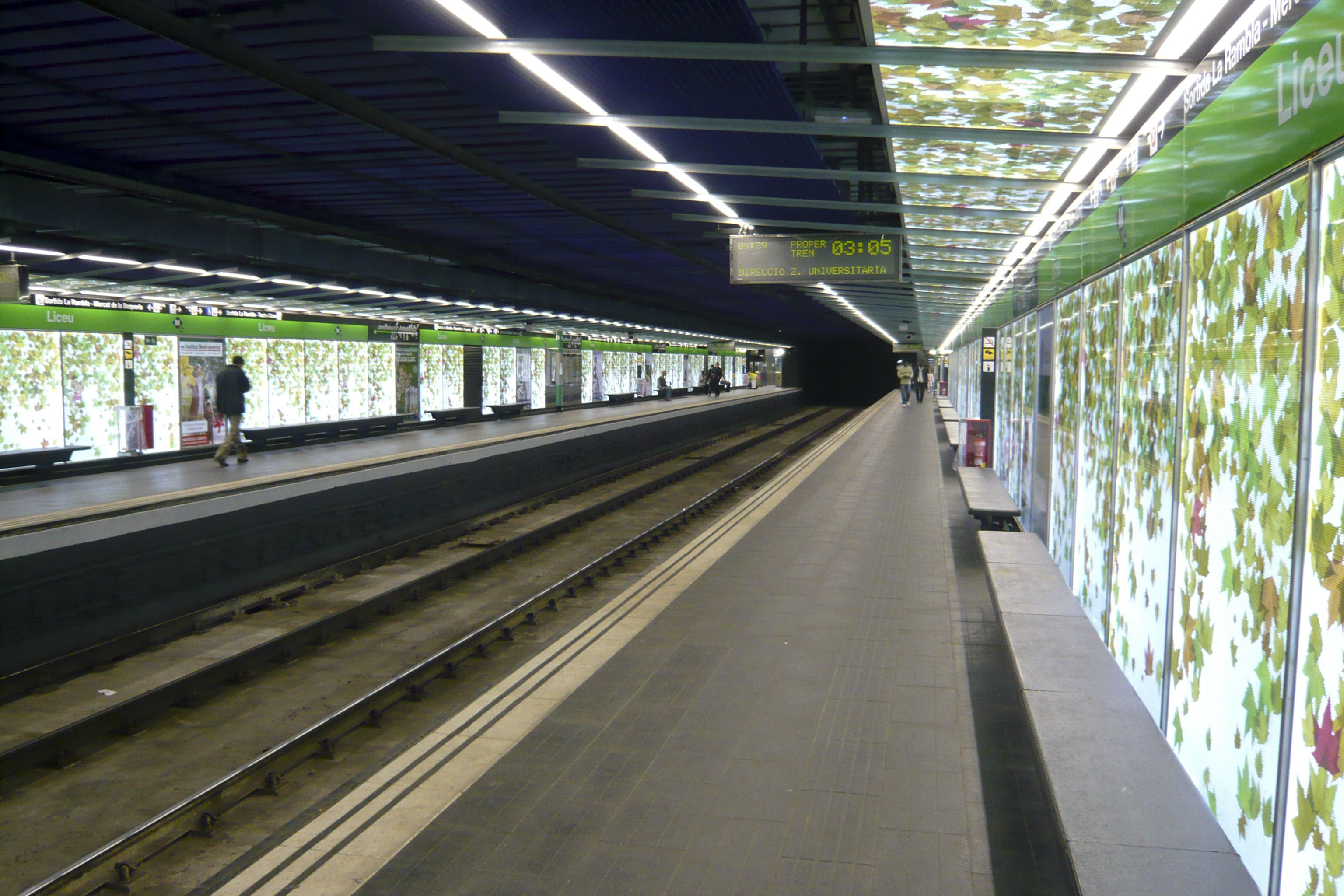
ホーム

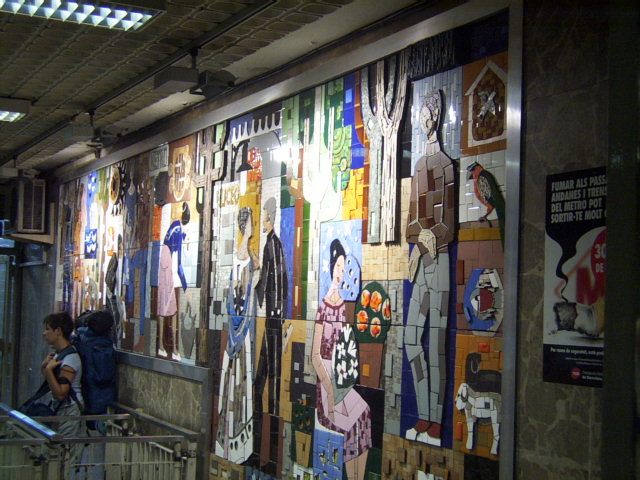
駅南側の改札外にあるエスコラ・マッサナ作の壁画

ランブラス通りの地下に駅施設がある、相対式ホーム2面2線の地下駅。改札口はホーム両端にホームごとに設けられており、改札を出るとすぐに駅出入口の階段につながる。この構造により、駅構内でのホーム間の移動は出来ない。
リセウ駅はバルセロナ地下鉄網で初めてテーマに沿った装飾が施された駅である。壁はランブラス通りにあるモミジバスズカケノキの葉の絵で彩られている。駅南側の改札外には、エスコラ・マッサナが制作した陶器の壁画がある。

## 駅周辺
- ランブラス通り
- リセウ大劇場
- ラ・ボケリア
- ヴィレイナ宮殿（カタルーニャ語版、スペイン語版、英語版）
- カタルーニャ図書館（カタルーニャ語版、スペイン語版、英語版）
- サンタ・マリア・ダル・ピ教会（カタルーニャ語版、スペイン語版、英語版）
- レイアール広場（カタルーニャ語版、スペイン語版、英語版）
- グエル邸（カタルーニャ語版、スペイン語版、英語版）

## 隣の駅
バルセロナ地下鉄
 3号線
ラ・ランブラ|ドラサナス駅  - リセウ駅 - カタルーニャ駅